# Deadwood: The Movie
Deadwood: The Movie is een Amerikaanse televisiefilm uit 2019 onder regie van Daniel Minahan. De western is een vervolg op de gelijknamige televisieserie die van 2004 tot 2006 werd uitgezonden door HBO.

## Verhaal
De film speelt zich af in 1889, zo'n tien jaar na het einde van de televisieserie. Terwijl South Dakota officieel als staat erkend wordt, komen zowel huidige als enkele vroegere inwoners van Deadwood samen om het te vieren. Ook George Hearst, die inmiddels senator van Californië is, is aanwezig. Hij wil land dat eigendom is van Charlie Utter overkopen om er een telefoonlijn te bouwen. Hij rekent onder meer op de medewerking van Al Swearengen, die nog een schuld heeft openstaan bij hem, om de deal succesvol af te ronden.
Utter raadpleegt U.S. Marshal Seth Bullock, die hem wijst op Hearsts gevaarlijke reputatie. Desondanks weigert Utter op Heartst voorstel in te gaan. Wanneer Utter wat later dood teruggevonden wordt, probeert Bullock gerechtigheid te laten geschieden.

## Productie
Toen de serie Deadwood in 2006 na drie seizoenen geannuleerd werd door HBO ging bedenker David Milch akkoord om in de plaats van een vierde seizoen twee televisiefilms te maken om het verhaal van Deadwood af te ronden. In de daaropvolgende maanden bleek echter dat de kans op een vervolg op de serie in de vorm van een televisiefilm eerder gering was. In september 2007 onthulde acteur Ian McShane dat de sets van de oorspronkelijke serie afgebroken werden.
In 2015 raakte bekend dat HBO en Milch opnieuw plannen hadden voor een televisiefilm. In januari 2016 kreeg Milch van de zender groen licht om aan een script te beginnen. Milch kreeg bij het schrijven van het script hulp van collega Nic Pizzolatto, die hij op zijn beurt hielp bij het schrijven van het derde seizoen van True Detective (2019).
Pas in juli 2018 werd het project officieel goedgekeurd door HBO. De zender kondigde de film aan en onthulde dat het project zou geregisseerd worden door Daniel Minahan, die ook vier afleveringen van de oorspronkelijke serie had geregisseerd. Een maand later bevestigde acteur W. Earl Brown dat zowat de volledige hoofdcast van de oorspronkelijke serie zou terugkeren voor de film. Acteurs als Powers Boothe en Ricky Jay, die sinds het einde van de serie overleden waren, werden niet vervangen.
De opnames gingen in november 2018 van start en vonden plaats op de set van HBO-serie Westworld. Milch, die in april 2019 onthulde dat bij hem de ziekte van Alzheimer was vastgesteld, liet de productie grotendeels over aan regisseur Daniel Minahan en uitvoerend producente Regina Corrado.
Deadwood: The Movie ging op 31 mei 2019 in première op HBO en kreeg overwegend positieve recensies. Op Rotten Tomatoes heeft de film een waarde van 97% en een gemiddelde score van 8,4/10, gebaseerd op 71 recensies. Op Metacritic heeft de film een gemiddelde score van 87/100, gebaseerd op 27 recensies.